# Riita Mori
Riita Mori (japanisch 森 璃太 Mori Riita; * 19. August 2001 in Kawasaki, Präfektur Kanagawa) ist ein japanischer Fußballspieler.

## Karriere

### Verein
Riita Mori erlernte das Fußballspielen in der Jugend des Erstligisten Kawasaki Frontale sowie in der Universitätsmannschaft der Waseda-Universität. Seinen ersten Vertrag unterschrieb er am 1. Februar 2024 bei Albirex Niigata. Der Verein aus Niigata spielte in der ersten Liga, der J1 League. Mitte August 2024 wechselte er bis Saisonende 2024 zum Drittligisten Fukushima United FC. Für den Verein aus Fukushima bestritt er acht Drittligaspiele. Zu Beginn der Saison 2025 wurde er an den Drittligisten Tochigi SC verliehen.

### Nationalmannschaft
Riita Mori spielte 2017 einmal in der japanischen U16-Nationalmannschaft. Hier kam er am 15. April 2017 in einen Freundschaftsspiel gegen Portugal zum Einsatz.